# Archaepyris minutus
Archaepyris minutus (лат.) — ископаемый вид мелких архаичных ос-бетилид, единственный в составе рода Archaepyris из подсемейства Lancepyrinae. Обнаружен в отложениях мелового периода (Сантонский ярус, Хетская свита). Таймырский янтарь (Янтардах, Красноярский край; Россия).

## Описание
Мелкие осы-бетилиды (длина 2 мм, длина переднего крыла 1,4 мм). Усики простые, с 13 сегментами; глаза крупные, слегка выступают по бокам головы, не заметно волосатые; мандибулы короткие, широкие, с несколькими острыми вершинными зубцами; наличник короткий, срединный выступ слабо выражен; оцеллии умеренного размера, расположены ближе к гребню вертекса. Пронотум умеренно длинный, диск лишь немного короче мезоскутума по средней линии. Нотаули и базальные щитковые ямки или бороздки не видны; проподеум короткий, с более или менее плоским дорсальным краем, который немного шире длины, также с почти вертикальным задним склоном. Коготки лапок слабо зубчатые. Переднее крыло с короткой жилкой, выходящей из базальной жилки, дисковидная ячейка очерчена слабыми жилками, наружная часть крыла с серией тонких складок, которые могут обозначать ход других жилок. Метасома сидячая.